# Vanilla Ninja (Album)
Vanilla Ninja ist das Debütalbum der estnischen Pop-Rock-Girlgroup Vanilla Ninja. Es wurde im Mai 2003 in Estland veröffentlicht und verkaufte sich mehr als 300.000 mal. Produziert wurde das Album von Sven Lõhmus. Veröffentlicht wurde Vanilla Ninja über Lõhmus’ eigenes Independent-Label TopTen. Außerdem schrieb und komponierte Piret Järvis bei einigen Titeln mit.

## Titelliste
| #   | Titel                      | Dauer |
| --- | -------------------------- | ----- |
| 1.  | Guitar and Old Blue Jeans  | 4:02  |
| 2.  | Why?                       | 3:22  |
| 3.  | Club Kung Fu               | 2:42  |
| 4.  | Nagu Rockstaar             | 4:10  |
| 5.  | Purunematu                 | 3:26  |
| 6.  | Inner Radio                | 3:00  |
| 7.  | Outcast                    | 3:59  |
| 8.  | Toxic                      | 2:23  |
| 9.  | Spit It Out                | 4:46  |
| 10. | Psycho                     | 3:17  |
| 11. | Klubikuningad              | 2:05  |
| 12. | Polluter                   | 3:25  |
| 13. | Vanad Teksad ja Kitarr     | 3:40  |
| 14. | Sugar and Honey            | 3:26  |
| 15. | Club Kung Fu (D‘n‘B Remix) | 4:29  |

## Inhalt
Vanilla Ninja enthält insgesamt fünfzehn Titel. Neben zehn englischsprachigen Songs befinden sich auch fünf estnische Lieder auf dem Album. Zwei Titel sind in einer englischen und estnischen Version enthalten. Hierbei handelt es sich zum einen um Guitar and Old Blue Jeans und Vanad Teksad ja Kitarr, und zum anderen um Purunematu und Sugar and Honey. Diese Songs haben die gleiche Instrumentierung, aber einen anderssprachigen Text. Das Album schaffte es auf Platz eins der estnischen Albumcharts. Alle Songtexte sind im Booklet abgedruckt, mit Ausnahme von Polluter. Die ersten Lieder, die produziert wurden, waren Purunematu und Nagu Rockstaar. Am 16. Februar 2004 wurde Club Kung Fu als Maxi-Single veröffentlicht, die mehrere Remixe des Titels beinhaltet. Sie stieg in Deutschland auf Platz 95 ein und hielt sich in diesen zwei Wochen.

### Nagu Rockstaar
2002 wurde ein Musikvideo zu Nagu Rockstaar in Tallinn gedreht. Dieses wurde nur in Estland veröffentlicht und hat eine Dauer von etwa vier Minuten. Es ist komplett in Schwarz-Weiß gedreht. Die Produktionsfirma war die APvivax OÜ. Der Song wurde im Oktober 2002 an estnische Radiosender geschickt und dort gespielt.

### Leadsängerinnen
| Lenna Kuurmaa             | Maarja Kivi                | Kuurmaa und Kivi |
| ------------------------- | -------------------------- | ---------------- |
| Guitar and Old Blue Jeans | Club Kung Fu               | Why              |
| Spit It Out               | Nagu Rockstaar             | Inner Radio      |
| Klubikuningad             | Purunematu                 | Outcast          |
|                           | Vanad Teksad ja Kitarr     | Toxic            |
|                           | Club Kung Fu (D’n’B Remix) | Psycho           |
|                           |                            | Polluter         |
|                           |                            | Sugar and Honey  |